# Hrib pri Koprivniku
Hrib pri Koprivniku je naselje v Občini Kočevje. Leta 2015 je imelo enega prebivalca.